# دانشگاه علوم مالزی، دانشکده مهندسی

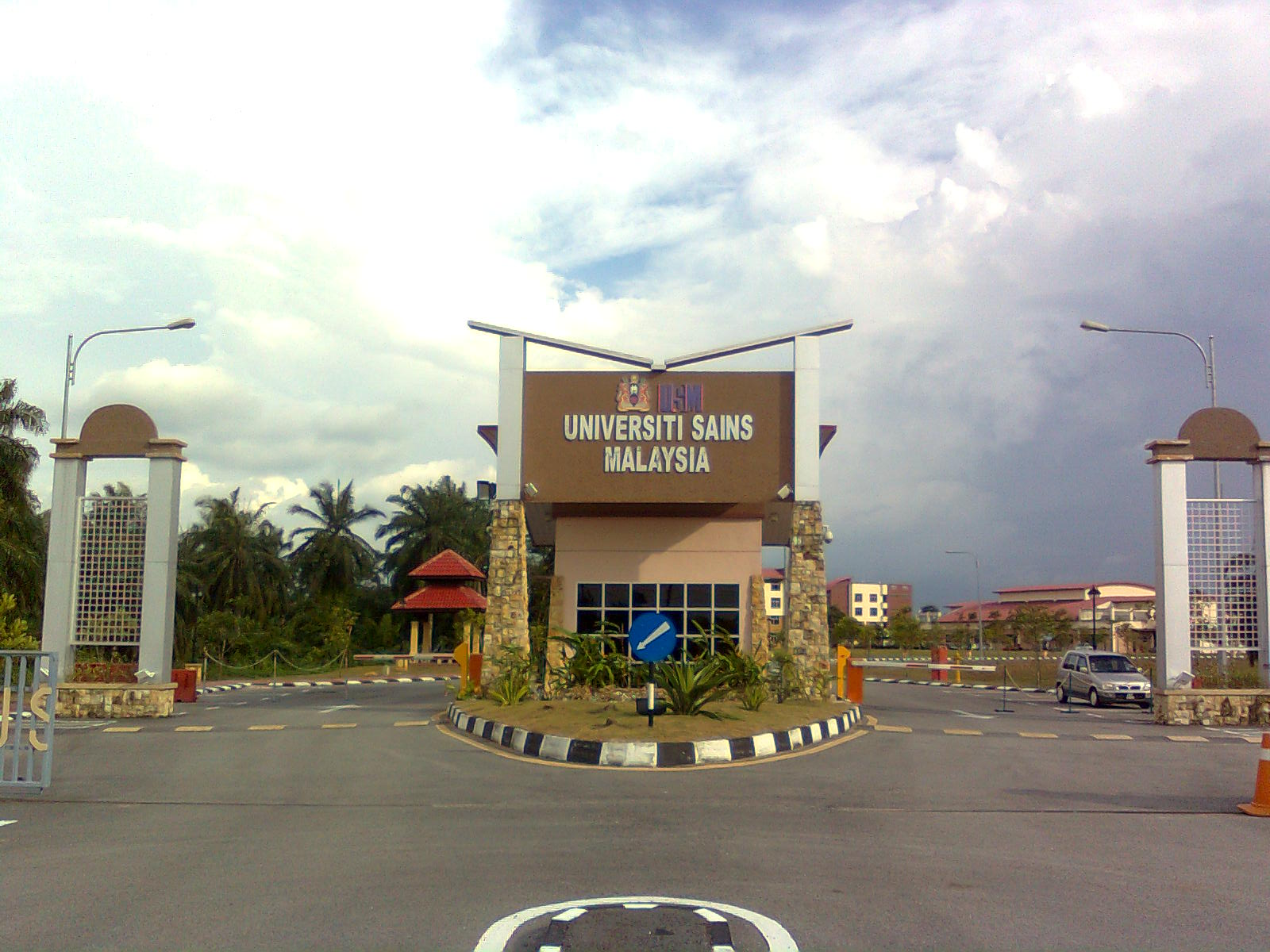
ورودی پردیس مهندسی

دانشگاه علوم مالزی، دانشکده مهندسی (به انگلیسی: Engineering Campus, Universiti Sains Malaysia) (مالایی: Kampus Kejuruteraan) در ترنسکریان، نیبونگ تبل، جنوب سبرانگ پرای ایالت پنانگ واقع شده‌است. پردیس مهندسی محوطه ای به مساحت ۳۲۰ جریب فرنگی را دربر گرفته‌است. این پردیس به‌طور تقریبی به فاصله ۴۵ کیلومتری از پردیس اصلی واقع در گلوگور، پنانگ، قرار دارد. دانشگاه از سال ۱۹۸۶، بیش از ۵۰٬۰۰۰ مهندس، پرورانده‌است.

## رتبه‌بندی
در سال ۲۰۱۷، طی رتبه‌بندی دانشگاهی جهانی کیواس بر اساس گرایش تحصیلی، دو رشته مهندسی در پردیس مهندسی دانشگاه علوم مالزی، در بین ۵۰ رتبه برتر دنیا قرار گرفتند.
| سال  | گرایش تحصیلی            | رتبه |
| ---- | ----------------------- | ---- |
| ۲۰۱۷ | مهندسی کانی و معدن کاری | ۳۵   |
| ۲۰۱۷ | مهندسی شیمی             | ۳۸   |